# 泉州公交303路
泉州公交303路是中华人民共和国泉州市境内的一条公共交通线路，原名503路，全程10.6公里。起讫点为双阳物流园区至佳泰路始末站，运营时间为双阳物流园区：7:30-17:40；佳泰路始末站：7:00-18:10

## 历史
- 2013年4月19日，泉州公交发展有限公司（公交集团前身）发布开通503路的通知[1]
- 2013年4月26日，泉州公交开通503路。初期运营区间为双阳物流园区-朝阳四路，初期运营时间为双向7:00-17:50冬/18:20夏，使用车辆为2部少林SLG6600C3GE型柴油空调小巴[2]
- 2014年11月21日，503路更换为2部友谊ZGT6608NV1C型LNG空调小巴，配车数不变
- 2015年4月1日，应泉州市交通委的要求，泉州公交将503路更名为303路[3]
- 2015年7月27日，303路取消冬夏运营时间区分并延长运营时间。双向末班由18:20延长至18:30发车[4]
- 2017年4月25日，因开通305路的需要，三分公司（现洛江公司）抽调303路1部友谊ZGT6608NV1C，303路配车数降为1部
- 2020年1月7日，为方便金秋家园养老院老人出行需要，303路自该日起，由朝阳四路途经佳泰路延伸至此，该站则被命名为佳泰路始末站。运营时间调整为双阳物流园区7:40-17:10、佳泰路始末站7:00-17:50，其余不变。[5]
- 2020年1月27日，为配合洛江区交通局关于新型冠状病毒肺炎防控要求。303路自当日首班起暂停运行至2月18日。
- 2020年2月19日，303路恢复运营。
- 2022年2月13日，自该日起303路双向增停阳新街中段站，取消途径双阳物流园区，并缩线至工业区路口始发终到。[6]
- 2022年3月16日，因疫情防控要求暂停中心市区范围内所有公交线路运营。303路自当日首班起暂停运营至4月4日。[7]
- 2022年4月5日，303路自当日首班起恢复运营。[8]
- 2022年10月10日，受阳光北路拓改影响，自该日起303路临时取消途径仕林坑、黑峰山、埔边、霞溪、下倪、河市工商所、梧宅路口等站。改为途径双滨街、金狮路、福滨街、万虹路、306县道至朝阳一路站后原线行驶。其它不变。[9]
- 2022年12月21日，受万虹路拓宽改造影响，303路自该日起临时取消途径前洋社区站，改为途径朋虹街、阳明路至阳新街中段后原线行驶，其他不变。
- 2023年2月4日，303路恢复途径仕林坑、黑峰山、埔边、霞溪等站。2月8日，恢复途径前洋社区站。[10][11]
- 2023年9月25日，因优化调整，自该日起303路运营时间调整为双阳物流园区7:30-17:40、佳泰路始末站7:00-18:10。其它不变。[12]
- 2025年3月3日，自该日起303路双向增停双阳社区卫生服务中心站。[13]
- 2025年6月26日，因原配车辆已达报废标准，303路自该日起更换1部自K607路抽调而来的福田BJ6851EVCA-30型空调电动巴士。原配1部ZGT6608NV1C退役拍卖，配车数不变。

## 站点
| 路线 | 路线 | 路线 | 所在地区、街道 | 所在地区、街道 | 站点名               | 备注   |
| ---- | ---- | ---- | -------------- | -------------- | -------------------- | ------ |
|      |      |      | 洛江区         | 阳光南路       | 双阳物流园区         | 起讫站 |
|      |      |      | 洛江区         | 阳光南路       | 工业区路口           |        |
|      |      |      | 洛江区         | 阳光南路       | 双阳街道办事处       |        |
|      |      |      | 洛江区         | 阳新街         | 双阳社区卫生服务中心 |        |
|      |      |      | 洛江区         | 阳新街         | 阳新街中段           |        |
|      |      |      | 洛江区         | 阳新街         | 前洋社区             |        |
|      |      |      | 洛江区         | 万虹路         | 前洋社区路口         |        |
|      |      |      | 洛江区         | 双滨街         | 双滨街               |        |
|      |      |      | 洛江区         | 金狮路         | 金狮路               |        |
|      |      |      | 洛江区         | 万虹路         | 高厝                 |        |
|      |      |      | 洛江区         | 万虹路         | 梧宅路口             |        |
|      |      |      | 洛江区         | 万虹路         | 河市工商所           |        |
|      |      |      | 洛江区         | 双阳中路       | 霞溪                 | ↑      |
|      |      |      | 洛江区         | 双阳中路       | 埔边                 |        |
|      |      |      | 洛江区         | 阳光北路       | 黑峰山               |        |
|      |      |      | 洛江区         | 阳光北路       | 仕林坑               |        |
|      |      |      | 洛江区         | 福滨街         | 朝阳一路             |        |
|      |      |      | 洛江区         | 朝阳四路       | 朝阳四路             |        |
|      |      |      | 洛江区         | 佳泰路         | 佳泰路始末站         | 起讫站 |

## 票价
303路计价方式为一票制，票价¥1.0。
- 泉通卡普通卡9折，月票卡乘坐刷1次。敬老卡、爱心卡有效
- 可使用泉城通APP及支付宝、云闪付、微信乘车码支付

## 配车
303路配车数总计1部，其中：
- 福田BJ6851EVCA-30  1部

- 友谊ZGT6608NV1C
（2014.11 - 2025.6）

## 相关
- 泉州公交线路列表